# Маслово (Гультяевская волость)
Ма́слово — деревня в Пустошкинском районе Псковской области. Входит в состав Гультяевской волости.
Деревня расположена в 13 км к юго-востоку от города Пустошка.

## Население
| 2002 | 2010 |
| ---- | ---- |
| 48   | ↘46  |

Численность населения деревни по оценке на начало 2001 года составляла 53 жителя.